# 隐花海葵科
隐花海葵科（学名：Amphianthidae）为海葵目的一个科。此科的模式属为隐花海葵属(Amphianthus)。

## 下级分类
本科包括以下属：
- 隐花海葵属 Amphianthus Hertwig, 1882
- Peronanthus Hiles, 1899
- Stephanauge Verrill, 1899